# Jonathan Byrd (golf)
Pour les articles homonymes, voir Jonathan Byrd.
Jonathan Byrd, né le 27 janvier 1978 à Anderson en Caroline du Sud, est un golfeur américain. 
Il poursuit ses études universitaires à Clemson (marketing) et a fait partie de l'équipe de golf des Clemson Tigers. Il fut sélectionné en première équipe All-America en 1999 et représenta les États-Unis en Walker Cup en 1999. 
Passé professionnel en 2000, il a remporté trois tournois du PGA Tour au 16 juillet 2007. Il est 37e du classement provisoire de la saison 2007 des gains au lendemain de sa victoire du 15 juillet 2007 au John Deere Classic.

## Palmarès

### Nationwide Tour
- 2001 BUY.COM Charity Pro-Am at The Cliffs

### PGA Tour
- 2002 : Buick Challenge
- 2004 : B.C. Open
- 2007 : John Deere Classic